# Tachia guianensis
Espèce
Synonymes
selon tropicos :
- Myrmecia scandens Willd.
- Myrmecia tachia J.F. Gmel.
- Tachia pavonii Gilg, nom. nud.[1]

selon GBIF :
- Myrmecia scandens Willd.
- Myrmecia tachia J.F.Gmel.[2]

Tachia guianensis est une  espèce d'arbuste myrmécophile, endémique des Guyanes, appartenant à la famille des Gentianaceae. Il s'agit de l'espèce type du genre Tachia Aubl..
Le nom Tachia provient du nom galibi qui désigne les fourmis tachi qui vivent dans ses tiges creuses.
On l'appelle en Guyane Tachy ou Mahot noir (créole) [à ne pas confondre avec les Eschweilera spp. également appelés ainsi], et au Guyana loaro-ek, karakalidan (Arawak), guianan tachia (anglais), taquia da Guiana (Portugais), tachia de Guiana (espagnol), alawai, wara-ek. On rapporte aussi les noms de caferana, Raiz de jacaré-arú Caferana en Amazonie et Quassia do Para au Brésil.

## Description
Tachia guianensis est un arbuste ou petit arbre ramifié atteignant jusqu'à 5 m de haut.
Ses branches sont cylindriques (parfois légèrement striées mais non ailées), mesurant 0,3-0,5 cm de diamètre, avec des entre-nœuds longs de (4-)5-9(-10) cm.
Les feuilles sont pétiolées (avec des pétioles longs de 0,5-2 cm), disposées le long de la tige.
Le limbe est mince-membraneux, de forme elliptique à oblong-elliptique, à base atténuée, à marge plate, apex acuminé, et mesurant 8,8-22 x 3,9-9,5 cm.
L'inflorescence comporte une à deux fleurs.
Le calice est de couleur orange, mesurant 26-40 x 6-7 mm, avec des lobes ovales, à marge membraneuse, à apex aigu et mesurant 8-14 x 3-4 mm.
La corolle est de couleur jaune, en forme de plateau, long de 60-77 mm pour 9-11 mm de large à l'embouchure, à lobes ovales, tordus dans le sens de la longueur à l'anthèse, à apex aigu et longs de 9-13 mm.
Les étamines dépassent de de l'embouchure de la corolle, avec des filets droits, longs de 41-45 mm.
Les anthères sont de couleur crème ou blanches, de forme elliptiques, longues de 3-4 mm, droites après l'anthèse.
L'exine du pollen est réticulée.
Le pistil est long de 56-63 mm, avec l'ovaire de 8,5 mm, et le style d'environ 52 mm, et les lobes du stigmate mesurant 3-4 x 1,5-2 mm.
Le fruit érigé, de forme elliptique, de couleur verte, jaune à orange et brun, mesure 35-43 x 5-6 mm.
Les graines ne sont pas visibles,,,.

## Répartition
La répartition de Tachia guianensis est limitée à l'est du bouclier guyanais et n'est présent que dans les Guyanes. En dehors de cette répartition, il est souvent confondu avec d'autres espèces du même genre.

## Écologie
Tachia guianensis croît le plus souvent dans les forêts inondées ou de terre ferme, sur sable blanc ou brun limoneux, du gravier et des roches, du granit ou du grès, parfois sur des sols latéritiques et sur les berges des rivières, à des altitudes allant du niveau de la mer (20 m) à 1 100 m (Mont Ayanganna).
Les fleurs inodores sont pollinisées par plusieurs espèces de colibris.
Tachia guianensis est une « myrmécophyte non spécialisée » pouvant abriter plusieurs espèces mutualistes (37 espèces de fourmis différentes ont été trouvées sur cette plante). Certaines espèces vivent dans ses tiges creuses. La guilde des fourmis associées à cette espèce est complexe,. En saison des pluies, Tachia guianensis assimile l'azote issue de la décomposition des déchets (riches en champignons) produits par les fourmis.
La structure de son bois a été étudiée, ainsi que ses orbicules (ultrastructures cellulaires).

## Usages
Tachia guianensis fait partie des plantes médicinales amazoniennes décrites par C.F.P. von Martius au XIXe siècle. Il disait ses racines « extrêmement amères, toniques, incisives, fièvres intermittentes »
De même, en 1897, Heckel rapporte sur Tachia guianensis : « Racines excessivement amères et fébrifuges. (A étudier comparativement avec les Gentianées indigènes de France et avec les plantes coloniales appartenant à la même famille). C'est le Quassia do Para des Brésiliens. ».
Tachia guianensis est traditionnellement utilisé en infusion contre la fièvre et la malaria,,,, , , ,  et son activité anti-paludéenne a été étudiée,.
Tachia guianensis pourrait avoir des effets sur le système nerveux central.

## Protologue

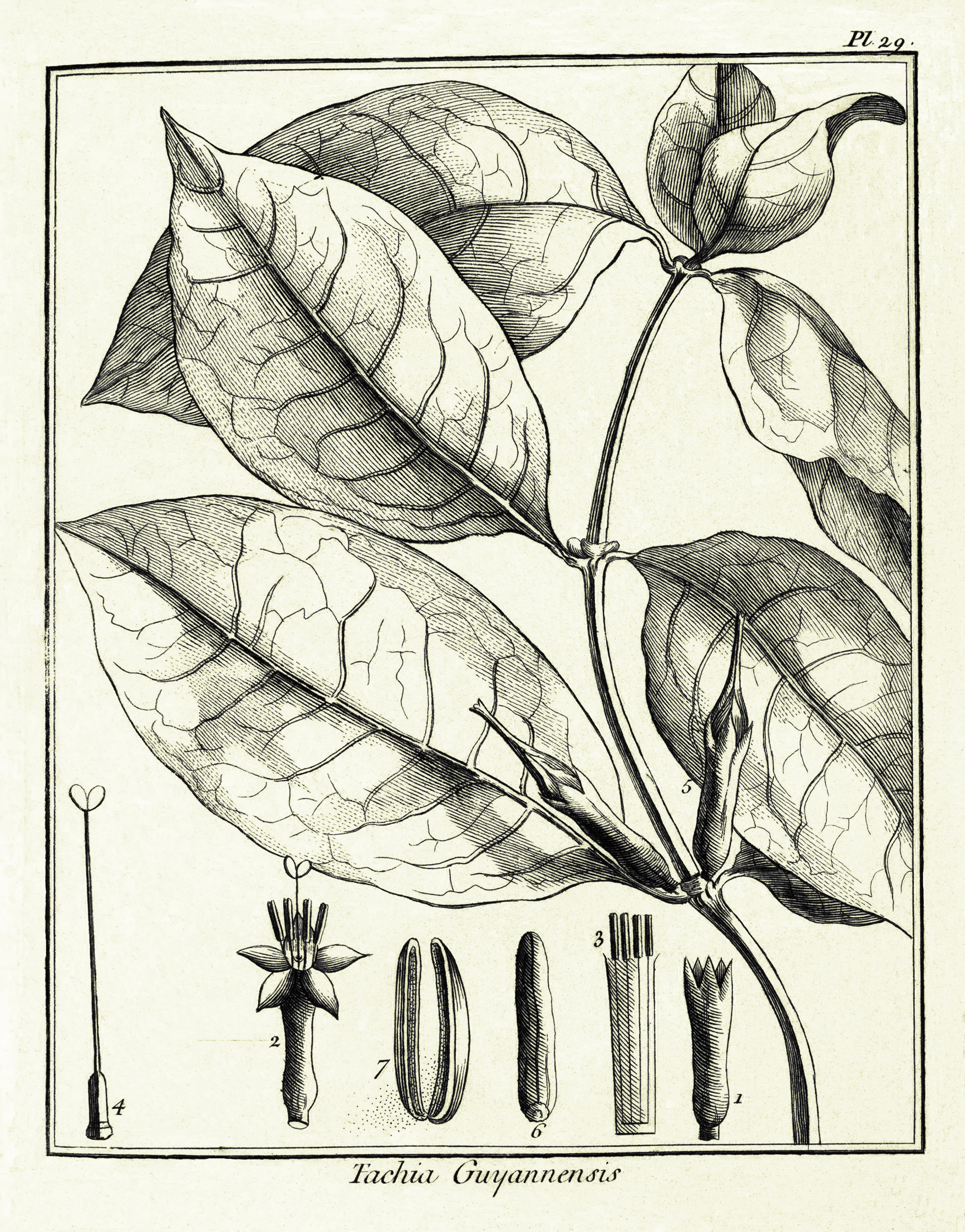
Tachia guianensis par Aublet (1775) :
Planche 29. - 1. Calice. - 2. Corolle. - 3. Tube de la corolle ouvert. Étamines. - 4. Diſque. Ovaire. Style. Stigmate. - 5. Capſule. - 6. Capſule ſéparée du calice. - 7. Capſule ouverte en deux valves.

En 1775, le botaniste Aublet en a proposé le protologue suivant : 

« 1. TACHIA Guianenſis. (TABULA 29.)
Frutex, trunco quinque aut ſex-pedali, ramos plures, ſarmentoſos, oppoſitos, nodoſos, tubuloſos, tetragonos emittente. Folia oppoſita, ovata, acuta, glabra, integerrima, ſubſeſſilia, caulem amplectentia, & vaginantia. Flores utrinque axillares, ſolitarii. Corolla lutea. Uno alterove flore abortiente, gutta flava, ſicca, reſinoſa reperitur.
In cavitate trunci & ramorum plurimæ degunt formica:, undè TACHI vocatur à Caribaris Galibienſibus, ſeu nidus formicarum.
Florebat, fructumque ferebat Octobri.
Habitat in ſylvis Sinémarienſibus, ad ripas rivulorum.

LE TACHI de la Guiane. (Planche 29.)
Cet arbrisseau a un tronc haut de cinq à ſix pieds, gros par le bas, diminuant a meſure qu'il s'élève. Il eſt creux, à quatre angles : il jette dès le bas, de diſtance en diſtance, de longues branches grêles, creuſes, à quatre angles, oppoſées en croix. Ces branches ſont noueuſes : à chaque nœud elles portent deux feuilles oppoſées, & diſpoſées en croix, entourées, en deſſus, d'une petite gaîne membraneuſe. Ces feuilles ſont vertes, liſſes, molles, entières, ovales, & terminées en pointe. Leur pédicule eſt fort court, & embraſſe en partie la tige : il eſt convexe en deſſous, & creuſé en goutiere en deſſus. De l'aiſſelle de l'une & l'autre feuille naît une fleur ſeſſile. 
Le calice eſt d'une ſeule pièce. C'eſt un tube long d'un pouce & demi, attaché autour d'un diſque qui porte l'ovaire. Il eſt renflé à ſa partie ſupérieure, & ſe partage en cinq lobes aigus qui ſe roulent & s'inclinent en dehors. 
Les étamines ſont au nombre de quatre, attachées à la paroi interne & inférieure du tube. Leur filet eſt long ; il déborde la fleur ouverte, & porte une anthère longue, à deux bourſes. 
Le piſtil eſt un ovaire oblong entouré à ſa baſe d'un diſque compoſé de cinq petits corps glanduleux. Il eſt ſurmonté d'un style long de deux pouces, terminé par un ſtigmate à deux lames vertes & charnues. 
L'ovaire devient une capsule ſèche, longue, renfermée dans le calice. Elle s'ouvre en deux valves, elle a deux loges ſéparées par une cloiſon membraneuſe, chargée de semences très menues, jaunes, elles ſont enduites d'une matière viſqueuſe, qui s'attache aux doigts. 
Toutes les parties de cette fleur ſont de couleur jaune. 
A l'aiſſelle des feuilles ou il ne pouſſe aucune fleur, on trouve ordinairement une larme de réſine jaune & tranſparente. 
Le tronc, & les branches qui ſont creux, ſervent de retraite aux fourmis : c'eſt pour cette raiſon que cet arbriſſeau eſt nomine TACHI par les Galibis, ce qui en leur langue ſignifie, suivant leur rapport, nid de fourmis. »

— Fusée-Aublet, 1775.